# 堀江芳介
堀江 芳介（ほりえ よしすけ / ほうすけ、1845年4月9日（弘化2年3月3日） - 1902年（明治35年）3月27日）は、日本の陸軍軍人、政治家。最終階級は陸軍少将。元老院議官、衆議院議員、錦鶏間祗候。

## 経歴
周防国で、長州藩家老・浦靱負家臣、堀江伝蔵の長男として生まれる。奇兵隊士となり戊辰戦争に従軍。大坂兵学校を経て、1872年1月16日（明治4年12月7日）、陸軍中尉任官。1875年（明治8年）6月、陸軍教導団次長に就任。1877年（明治10年）3月、別働第2旅団参謀長となり西南戦争に出征。1878年（明治11年）11月、歩兵大佐に進み、同年12月、参謀本部管東局長に就任した。1880年（明治13年）10月、近衛局参謀長を兼務。
1883年（明治16年）1月、陸軍戸山学校次長となり、同年2月、陸軍少将に昇進し同校校長に就任した。1885年（明治18年）5月、近衛歩兵第1旅団長に転じた。月曜会事件により、1886年（明治19年）7月、歩兵第6旅団長に発令（未赴任）され、同年8月、休職となり、さらに1888年（明治21年）12月、予備役に編入された。同月から1889年（明治22年）10月まで欧州に出張した。
1888年（明治21年）11月、元老院議官に就任。1890年（明治23年）7月の第1回衆議院議員総選挙に山口県第4区から出馬し当選し、衆議院議員を1期務めた。1890年10月20日、錦鶏間祗候となる。さらに、1895年（明治28年）9月、山口県伊保庄南村（のち阿月村、現在柳井市阿月）村長に就任し、1898年（明治31年）9月まで在任。その他、熊毛郡会議員を務めた。

## 栄典
位階
- 1886年（明治19年）10月28日 - 従四位[7]
- 1894年（明治27年）5月21日 - 正四位[8]
- 1902年（明治35年）3月24日 - 従三位[9]

勲章
- 1890年（明治23年）12月26日- 勲二等瑞宝章[10]
- 1902年（明治35年）3月21日 - 旭日重光章[9]

## 親族
- 娘婿 古谷清（陸軍中将）[11]